# Zawada (Topola)
Zawada – część wsi Topola w Polsce, położona w województwie wielkopolskim, w powiecie pilskim, w gminie Łobżenica.
W latach 1975–1998 Zawada administracyjnie należała do województwa pilskiego.